# Tchoupakhivka
Tchoupakhivka (ukrainien : Чупахівка, russe : Чупаховка) est une commune urbaine de l'oblast de Soumy, en Ukraine. Elle compte 2 178 habitants en 2021.